# Chiplet
Um chiplet     é um minúsculo circuito integrado (CI) que contém um subconjunto bem definido de funcionalidades. Ele é projetado para ser combinado com outros chiplets sobre um interposer em um único pacote. Um conjunto de chiplets pode ser implementado em uma montagem misturando e combinando de forma "semelhante ao LEGO". Isso oferece várias vantagens sobre o tradicional sistema em um chip (SoC):
- Propriedade Intelectual (IP) reutilizável:[5] o mesmo chiplet pode ser usado em vários dispositivos diferentes.
- Integração heterogênea:[6] os chiplets podem ser fabricados com diferentes processos, materiais e nós, cada um otimizado para sua função específica.
- Núcleo de boa qualidade:[7] os chiplets podem ser testados antes da montagem, melhorando o rendimento do dispositivo final.

Vários chiplets trabalhando juntos em um único circuito integrado podem ser chamados de módulo multi-chip (MCM), IC híbrido, IC 2.5D ou um pacote avançado.
Chiplets podem ser conectados com padrões como UCIe, Bunch of Wires (BoW), OpenHBI e OIF XSR.
O termo foi cunhado pelo professor da Universidade da Califórnia em Berkeley, John Wawrzynek, como um componente do Projeto RAMP (Research Accelerator for Multiple Processors) na extensão de 2006   para o Departamento de Energia, assim como a arquitetura RISC-V.